# Тъмната кула II: Трите карти
Тъмната кула II: Трите Карти е втората книга от поредицата на Стивън Кинг – Тъмната кула. Тя е продължение на първата книга и проследява историята на Роланд Дисчейн. Романът е публикуван през 1987 в САЩ.

## Сюжет
Книгата започва по-малко от седем часа след събитията от Тъмната кула I: Стрелецът. След като човекът в черно е описал съдбата на стрелеца използвайки карти таро. Стрелецът се събужда на плажа и бива атакуван от странно омароподобно чудовище. В резултат на това губи показалеца и средния си пръст, раните му се инфектират и той върви до момента, в който достига три магически врати. Всяка врата се отваря в различен период на Ню Йорк (1987, 1964 и 1977). Първа излиза наркоман на име Еди Дийн работещ за наркобос. Втората врата се отваря и от там излиза Одета Холмс. Жена, която се бори за правата на афроамиракнците. Тя губи краката си след, като Джак Морт я блъска на релсите на метрото. И в резултат на това заболява от раздвоение на личността. Третата врата довежда Джак Морт този, който е осакатил Одета Хомс, той умира и това води до сливането на двете субличности на Одет Холмс в нова жена известна, като Сузана.